# Jakub Wawrzyniak
Jakub Wawrzyniak (* 7. Juli 1983 in Kutno, Woiwodschaft Płock) ist ein polnischer ehemaliger Fußballspieler.

## Vereinskarriere
In der polnischen Ekstraklasa debütierte Jakub Wawrzyniak am 20. März 2004 für Świt Nowy Dwór Mazowiecki gegen Wisła Kraków (1:2). Seine weiteren Stationen in der höchsten polnischen Spielklasse waren Widzew Łódź und Legia Warschau. Von Januar bis Juli 2009 wurde er nach Griechenland zu Panathinaikos Athen verliehen. Jedoch wurde das Arbeitsverhältnis aufgelöst, nachdem bekannt wurde, dass Wawrzyniak bei einer Dopingkontrolle positiv auf Methylhexanamin getestet wurde. Daraufhin wurde er von der FIFA für 1 Jahr gesperrt und kehrte zu Legia Warschau zurück. Auch dort war er in der Hinrunde der Saison 2009/10 gesperrt. Nach der Sperre konnte Jakub Wawrzyniak zu alter Stärke zurückfinden und war die nächsten 4 Jahre Stammspieler in der Abwehr von Legia Warschau. Anfang 2014 wechselte er für eine Ablösesumme von EUR 100.000 nach Russland zu Amkar Perm. Insgesamt absolvierte er für Amkar 15 Ligaspiele und erzielte 1 Tor. Zur Rückrunde der Saison 2014/15 kehrte er nach Polen zurück und unterschrieb einen 2-Jahres-Vertrag bei Lechia Gdańsk. Hier spielte er bis 2018 und schloss sich dann Zweitligist GKS Katowice an. Nach der Saison beendete er seine Karriere.

## Nationalmannschaft
Wawrzyniak debütierte am 6. Dezember 2006 im Spiel gegen die Vereinigten Arabischen Emirate für Polen. Der damalige polnische Nationaltrainer Leo Beenhakker nominierte ihn auch für die Europameisterschaft 2008 in Österreich und der Schweiz. Hier kam er auch im Gruppenspiel gegen Kroatien zum Einsatz. Er nahm ebenso an der Europameisterschaft 2012 in Polen und der Ukraine teil, kam jedoch nicht zum Einsatz.
Danach war er weiterhin regelmäßig im Nationalaufgebot und trug am 2. Februar 2013 erstmals die Kapitänsbinde. Bei der Qualifikation zur Fußball-Europameisterschaft 2016 in Frankreich spielte er 5 der 10 Pflichtspiele und stand danach zum dritten Mal in einem EM-Aufgebot Polens. Er kam jedoch, wie 4 weitere Spieler des Kaders, zu keinem Turniereinsatz und auch danach zu keinem weiteren Länderspiel mehr.

## Erfolge
- Polnischer Meister (2013, 2014)
- Polnischer Pokalsieger (2008, 2011, 2012, 2013)
- Polnischer Supercupsieger (2008)
- EM-Teilnahme (2008, 2012 und 2016)